# 茨城県道・千葉県道103号江戸崎下総線

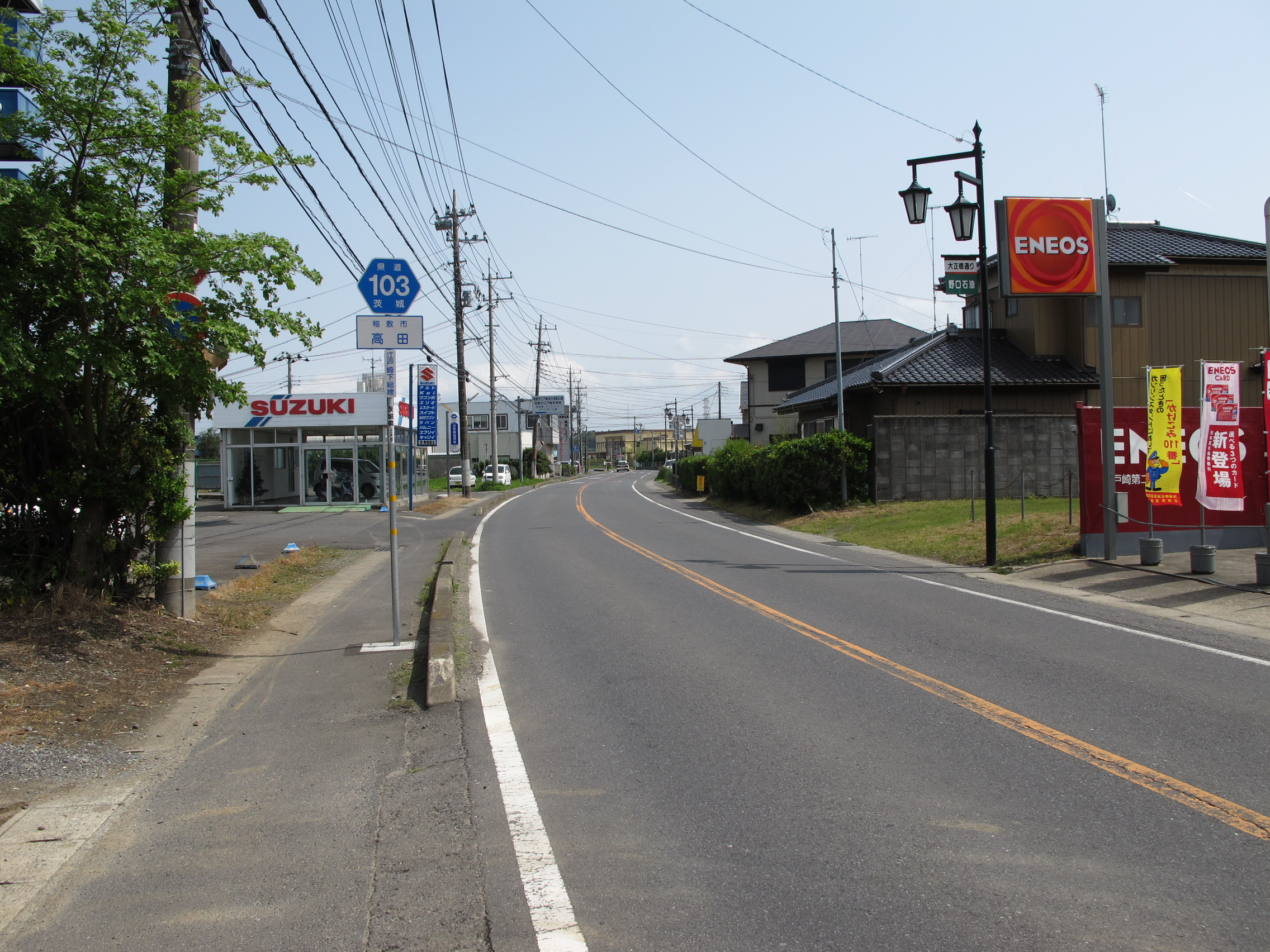
茨城県道103号江戸崎下総線
茨城県稲敷市高田（2011年5月）

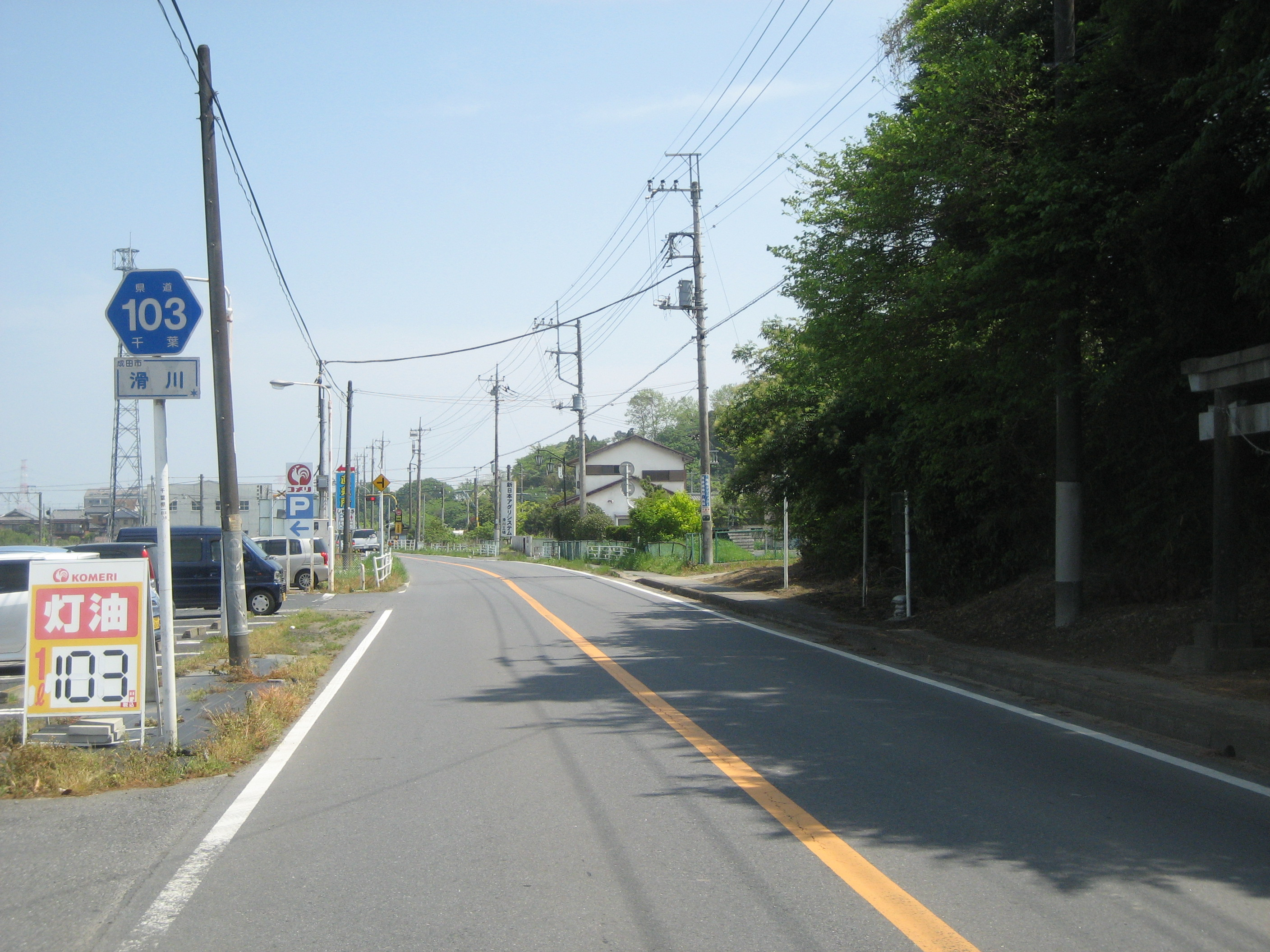
千葉県道103号江戸崎下総線
千葉県成田市滑川付近

茨城県道・千葉県道103号江戸崎下総線 （いばらきけんどう・ちばけんどう103ごう えどざきしもふさせん）は、茨城県稲敷市江戸崎から千葉県成田市名古屋に至る一般県道である。

## 概要
稲敷市江戸崎市街地と稲敷郡河内町金江津を経て、成田市名古屋までを南北に結ぶ延長約15kmの路線で、茨城・千葉県境を流れる利根川を常総大橋で渡河する。稲敷市内の路線は、首都圏中央連絡自動車道（圏央道）稲敷東インターチェンジ（IC）と接続する。千葉県内の路線は、常総大橋際交差点で国道356号と交差するほか、JR成田線滑川駅入口から成田市滑川観音脇にかけて利根水郷ライン旧道ルートを通るため、終点・成田市名古屋まで最短ルートで結ぶ千葉県道79号横芝下総線の西側で大きく迂回する経路をとる。

### 路線データ
- 起点 : 茨城県稲敷市江戸崎（茨城県道49号江戸崎新利根線交点）
- 終点 : 千葉県成田市名古屋（千葉県道79号横芝下総線交点）
- 総延長：14.802 km（茨城県区間：10.847 km[1]、千葉県区間：3.955 km[2]）
- 重用延長：3.677 km（茨城県区間：1.634 km[1]、千葉県区間：2.043 km）
- 未供用延長：なし（茨城県区間：0.0 km[1]、千葉県区間：*.* km）
- 実延長：11.121 km（茨城県区間：9.213 km[1]、千葉県区間：1.908 km[2]）
- 自動車交通不能区間延長[注釈 1]：なし（茨城県区間：0.0 km[1]、千葉県区間：*.* km）
- 幅員
  - 稲敷市桑山：16 m（車道部6.5 m/2車線）[3]
  - 河内町平山：10.75 m（車道部6.0 m/2車線）[3]

## 歴史
1959年（昭和34年）10月14日、新たな県道として茨城県稲敷郡江戸崎町（現、稲敷市）を起点とし、千葉県香取郡下総町（現、成田市）を終点とする区間を本路線とする県道江戸崎下総線として茨城県が県道路線認定した。認定当初、河内村金江津 - 下総町間の利根川にはまだ橋は架かっておらず、渡し船（高岡の渡し）による交通路を確保していたが、1967年（昭和42年）末に幅員4.0 mの渡船橋が渡された。しかし、これも夏場の利根川の増水期に利用することはできず、変わらず渡し船に頼っていたため、地域住民から永久橋架橋の声が高まり、これを受けて1979年（昭和54年）に常総大橋が架橋された。1995年（平成7年）に整理番号103となり現在に至る。

### 年表
- 1959年（昭和34年）10月14日 
  - 現在の路線が県道江戸崎下総線（図面対照番号215）として茨城県が路線認定[4]。
  - 茨城県内の道路の区域は、稲敷郡江戸崎町大字江戸崎から県界稲敷郡河内村大字金江津までと決定された[5]。
- 1967年（昭和42年）12月20日：利根川に渡船橋「常総船橋」を架橋、および河川区域内の取付け道路を供用開始[6]。
- 1979年（昭和54年）2月13日
  - 利根川に架橋された渡船橋及び、河川区域内の取付道路（462 m）を廃止[7]。
  - 利根川に架設された常総大橋が開通[8]。
- 1995年（平成7年）3月30日 : 茨城県区間において、整理番号271から現在の番号（整理番号103）に変更される[9]。
- 2014年（平成26年）2月26日 : 稲敷郡河内町大字平川（主要地方道取手東線交点）の交差点改良バイパス（268 m）が開通する[10]。
- 2017年（平成29年）2月2日：稲敷郡河内町大字平川地内の主要地方道取手東線交差点改良に伴い、同区間の旧道（188 m）が河内町道に降格[11]。
- 2021年（令和3年）10月7日：稲敷市桑山字前倉 - 同市桑山字浦向（県道5号交点）の道路改良バイパス道路を供用開始[12]。
- 2022年（令和4年）7月19日：稲敷市大字桑山（稲敷IC入口付近） - 稲敷郡河内町大字平川の現道（2.648 km）を拡幅改良する区域に指定[13]。
- 2023年（令和5年）2月20日：稲敷市桑山字向山 - 同市桑山字浦向の旧道（177 m）が指定解除され、稲敷市へ移管[14]。

## 路線状況
首都圏中央連絡自動車道 稲敷東ICの開通に合わせ、IC周辺道路と県道取手東線交点の交差点の道路改良事業が進められている。
道路法の規定に基づき、以下の区間は緊急輸送道路として機能を維持するため、災害発生時の被害拡大防止を目的に道路用地内に新たに電柱を建てることが制限されている。
- 稲敷市犬塚（主要地方道土浦稲敷線交差） - 同市高田（稲敷警察署）[15]
- 稲敷市桑山（県道竜ケ崎潮来線交差） - 稲敷市桑山（首都圏中央連絡自動車道 稲敷東IC）[16]

### 別名
利根水郷ライン
千葉県成田市高岡の千葉県道63号成田下総線交点分岐 - 同市滑川の千葉県道161号成田滑河線交点までの約1.6km区間が、利根水郷ライン（旧道）の一部を構成する。かつて国道356号旧道であったが、本県道へ降格した区間でもある。

### 重複区間
- 茨城県道25号土浦江戸崎線（稲敷市江戸崎地内 : 約0.5 km）
- 茨城県道11号取手東線（稲敷郡河内町平川 - 同町金江津 : 約1.7 km）
- 千葉県道63号成田下総線（千葉県成田市高岡地内 : 約0.4 km）

### 道路施設
- 大正橋（沼里川、稲敷市荒沼）
- 高田橋（小野川、稲敷市高田）
- 新橋（新利根川、稲敷市新橋）
- 西橋（稲敷市清水 - 稲敷市河内町平川）

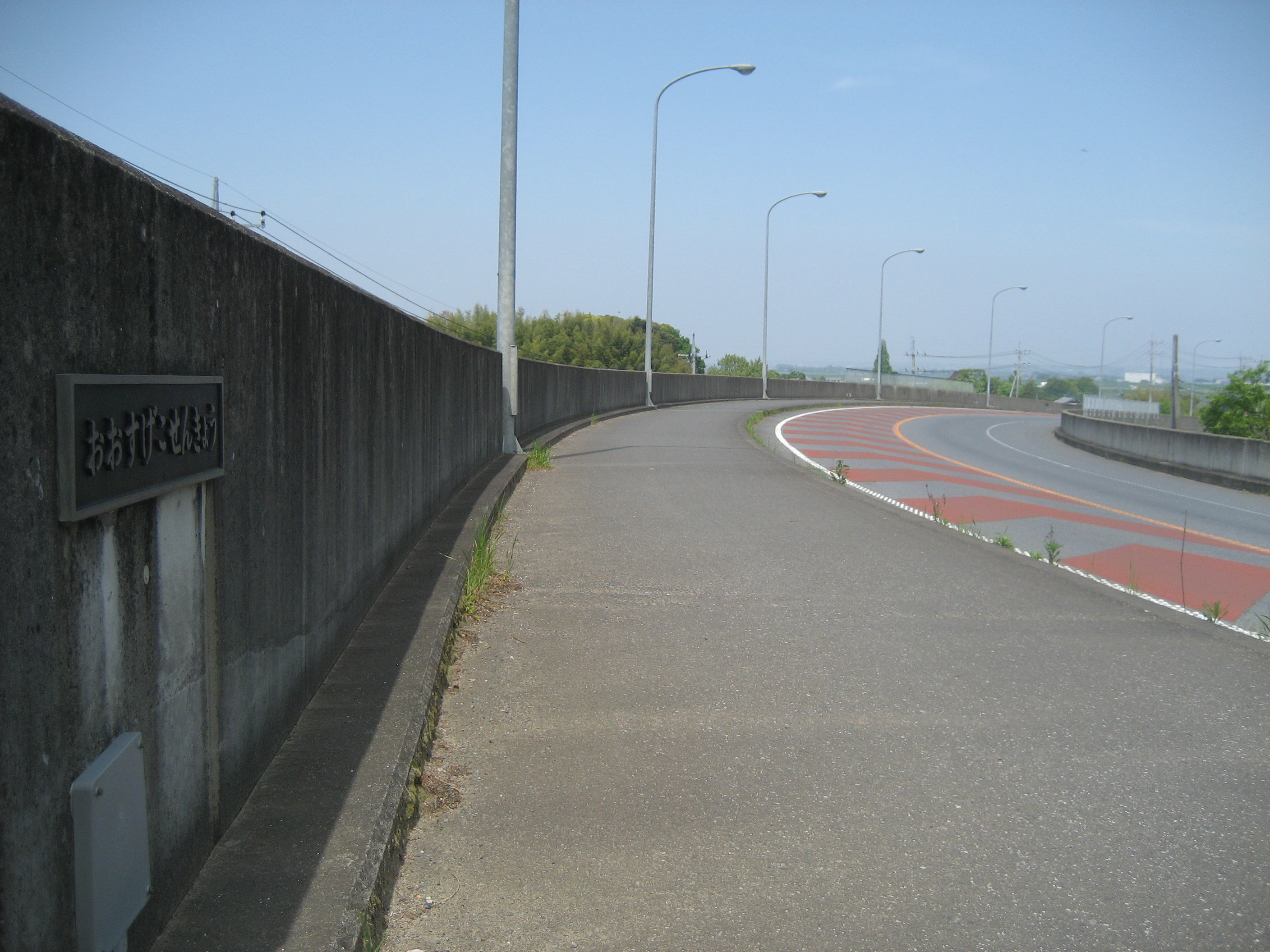
大菅跨線橋上部

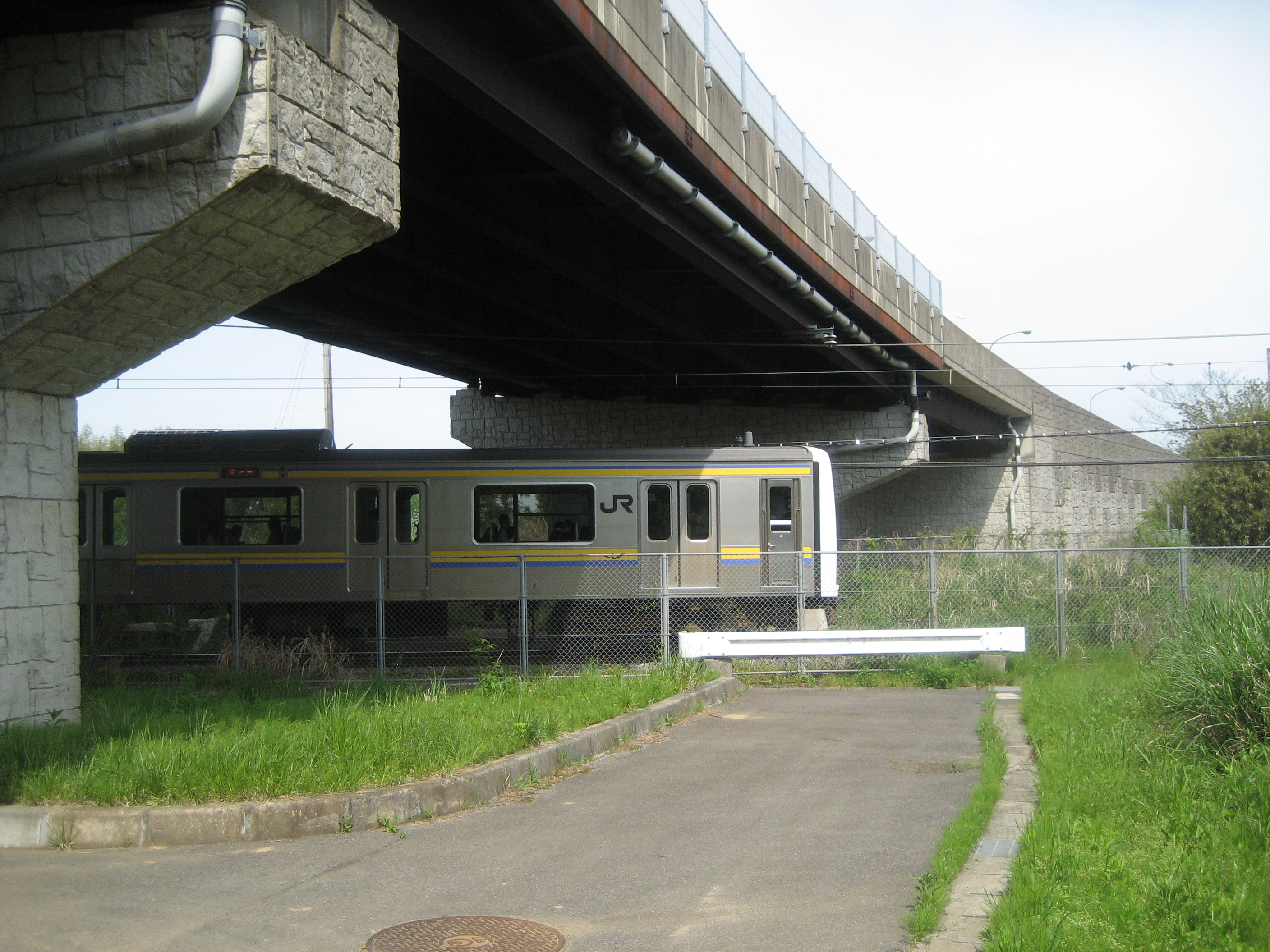
大菅跨線橋とJR成田線との交差部分

- 常総大橋（利根川・昭和54年3月竣功、茨城県稲敷市 - 千葉県成田市県境）
- 大菅跨線橋（JR成田線・平成10年竣功、成田市大菅 - 滑川）(成田線大菅踏切事故が発生したことに伴い設置。）

### 交通量
- 稲敷市桑山 竜ケ崎潮来線交点付近：4,538台/日（平成22年度調査）[3]

## 地理

### 通過する自治体
- 茨城県
  - 稲敷市 - 稲敷郡河内町 -
- 千葉県
  - 成田市

### 交差する道路
- 茨城県道49号江戸崎新利根線（稲敷市江戸崎 起点）
- 茨城県道107号江戸崎神崎線（稲敷市高田）
- 茨城県道5号竜ヶ崎潮来線（稲敷市桑山）
- 首都圏中央連絡自動車道（圏央道） 稲敷東IC（稲敷市桑山）
- 茨城県道11号取手東線（河内町平川 - 金江津 常総大橋入口交差点）※重複
- 国道356号（成田市高岡）
- 千葉県道63号成田下総線（成田市高岡 - 滑川 滑川観音脇交差点）※重複
- 千葉県道79号横芝下総線（成田市高岡）
- 千葉県道161号成田滑河線（成田市滑川 滑川観音脇交差点）
- 千葉県道79号横芝下総線（成田市大菅 / 名古屋 終点・下総高校前交差点）

### 沿線
- 稲敷市役所（稲敷市江戸崎）
- 江戸崎総合運動公園（稲敷市荒沼）
- 稲敷警察署（稲敷市高田）
- 小野川
- 稲敷市立高田小学校（稲敷市高田）
- 利根川
- JR成田線
  - 滑河駅
- 成田市役所下総支所（成田市猿山）
- 龍正院滑川観音（成田市滑川）
- キャスコ花場カントリー（成田市大菅）
- 千葉県立下総高等学校（成田市名古屋）